# Hemanthias signifer
Hemanthias signifer là một loài cá biển thuộc chi Hemanthias trong họ Cá mú. Loài này được mô tả lần đầu tiên vào năm 1899.

## Phân bố và môi trường sống
H. signifer có phạm vi phân bố rộng rãi ở Đông Thái Bình Dương. Loài này được tìm thấy từ nửa phía nam bán đảo Baja California và khắp vịnh California, dọc theo bờ biển Trung Mỹ và Nam Mỹ đến miền bắc Peru, bao gồm cả đảo Malpelo. H. signifer sống xung quanh các rạn san hô ở độ sâu khoảng từ 25 đến 305 m.

## Mô tả
H. signifer trưởng thành có chiều dài cơ thể lớn nhất được ghi nhận là 42 cm. Cơ thể thuôn dài. Đầu và thân của cá thể trưởng thành có màu đỏ hồng. Đầu có một sọc vàng bên dưới mắt, có thể uốn cong lên nắp mang. Hai bên thân dưới đôi khi có các đốm vàng. Các vây có màu đỏ hồng với dải viền rộng màu vàng. Đuôi xẻ thùy, màu đỏ hồng với dải viền màu vàng. Các vây còn lại màu hồng, riêng vây bụng có cạnh trước và chóp vây màu vàng. Vây bụng khá dài. 
Số gai ở vây lưng: 9 - 10 (gai thứ 3 kéo dài thành vây sợi ở cá trưởng thành); Số tia vây mềm ở vây lưng: 13 - 14; Số gai ở vây hậu môn: 3; Số tia vây mềm ở vây hậu môn: 7 - 9; Số tia vây mềm ở vây ngực: 18 - 20; Số vảy đường bên: 59 - 69; Số lược mang: 33 - 38. 
Thức ăn của H. signifer là các loài cá nhỏ hơn và động vật giáp xác. Chúng bơi theo đàn. Loài này không có giá trị thương mại. 